# 하지윤
하지윤(2006년 11월 23일 ~ )은 대한민국의 농구 선수이다. 한국여자프로농구(WKBL) 부천 하나은행 소속으로 포지션은 가드이다.

## 경력
2024년 8월에 열린  WKBL 신입선수 선발회에서 2라운드 4순위 (전체 10순위)로 부천 하나은행에 지명되었다.